# 绝世双骄
《絕世雙驕》，又名《小雙俠闖江湖》，以古龙小说《绝代双骄》为改編，主要讲述二十年后花无缺与小鱼兒的后代们之间的故事。華視首播期間為2002年1月18日至2002年3月15日的每週一至週五的八點檔時段，香港亞洲電視以《小雙俠闖江湖》名義於2003年5月5日首播，共40集。由賴水清、夏玉順導演，林志颖、TAE、天心、李小璐、马景涛、蘇有朋、吴启华、恬妞、莉、鄭國霖、徐錦江、蕭薔、張瑞竹、葛蕾主演。

## 劇情大綱
二十年前。江湖上出現了一名武功極為高強的東瀛刀客，為求武道而挑戰中土英雄，四大門派掌門皆斃於其刀下。武功已臻化境之江飛魚及風無缺為息武林紛爭，決戰東瀛刀客，但雙雙失蹤，東瀛刀客亦銷聲江湖，傳聞二人為武林殉難，成了一代神話！同時，二人的兒子卻流落江湖，不知所終……
　　倏忽廿載……
　　二人的後人長大了，到底，他們會是怎麼樣的人？上一代的兩兄弟，從仇恨開始，卻以親情作結，到底，這代的兩兄弟，會否重蹈父親們的覆徹，成了宿世的仇敵？抑或成了一雙好友？一切一切，將慢慢的在這裡解開……
　　龍蛇混雜的地方，由江南【龍陽鎮】一小幫派魚老大所經營。魚老大育有一子，年約二十，人稱小魚。由於在這複雜環境下長大，形成小魚性格古惑佻脫，小魚武功雖只一般，人卻是聰明絕頂，更以捉弄人為樂，身邊之人皆怕了他，活像當年的江小魚一樣……
一座環境清幽的大山，山上巨木參天，人煙稀少，村民生性純樸，以樵獵為生。當中住了一對尋常樵夫，二人育有一子，名無忌。無忌外表雖是一名很平凡的樵夫，卻原來他身懷不俗的劍藝。半年前，無忌在家中雜物裡，偶然發現了一劍譜，無忌甫一接觸，便已著迷，夜間自己偷偷練起來，只半年間，劍術竟已有相當造詣，可見其天份之高！
　　平靜的日子不長久！一場無名的殺戮，降臨在這遺世的村莊上！無忌練劍回來，竟發現父母雙雙倒在血泊中。無忌痛不欲生，他撿起了一塊相信是兇手留下的玉珮，毅然挑起行囊，往尋找那殺父仇人！他卻不知，這一離開，將改變他的一生……無忌追查到鎮上，發現玉珮原屬魚所有，即要殺小魚報仇。一對素未謀面的年青人，甫一見面便作出生死鬥，是偶然，還命運，還是宿命的撥弄……

## 演员表
| 演员   | 角色     | 配音          | 备注                                          |
| 林志颖 | 江飛鱼   | 何志威        | 晓风之丈夫，江小鱼之父，风无缺兄弟 。         |
| 林志颖 | 江小鱼   | 何志威        | 晓风與江飛鱼之子，无忌之好友。                |
| TAE    | 无忌     | 屈中恒        | 误以为风无缺之子，实为岳龍軒之子 ，喜歡宇文霜 |
| 李小璐 | 紫嫣     | 林芳雪        | 明月宫主侍女兼弟子。鶴雲天之女，喜歡江小魚。  |
| 天心   | 宇文霜   | 刘小芸        | 宇文普之女，不二庄大小姐，喜歡江小魚          |
| 吴启华 | 常春     | 康殿宏        | 不二庄的御用大夫。                            |
| 莉     | 明月宫主 | 王华怡        | 喜歡常春。                                    |
| 郑国霖 | 小江     | 康殿宏        | 風無缺之子。                                  |
| 张瑞竹 | 雪雨     | 王华怡        | 岳龙轩養女。                                  |
| 徐锦江 | 鱼老大   | 雷威远        | 小鱼之养父，大赌坊老板。                      |
| 何嘉文 | 豆豆     | 林芳雪        | 小鱼之青梅竹马。                              |
| 王道   | 岳龙轩   | 徐健春 杨少文 | 殺害江飛魚及風無缺                            |
| 顾冠忠 | 宇文普   | 沈光平        | 不二庄庄主，宇文霜之父。                      |
| 黄仲昆 | 燕浩天   | 王希华        |                                               |
| 黄淳隆 | 段天宝   | 王希华 曹冀鲁 | 于文普大弟子，不二庄大师兄。                  |
| 陈观泰 | 叶天照   | 沈光平        |                                               |
| 刘致妤 | 东维     | 王华怡        | 明月宫主侍女兼弟子                            |
| 杨泽中 | 鹤云天   | 王希华 曹冀鲁 | 武林盟主，华山派掌门。紫嫣之父。              |
| 恬妞   | 朱晓彤   | 崔帼夫        | 易楼老板                                      |
| 葛蕾   | 杜巧巧   | 崔帼夫        | 十邪恶人之一                                  |
| 尤雅   | 墨冰     | 王华怡        |                                               |
| 力牛   | 马总管   | 雷威远        | 不二庄总管                                    |
| 王正权 | 元裘     | 曹冀鲁        | 不二庄弟子，天下第三庄少主，小鱼和无忌之友    |
| 朱晏   | 晓风     | 王华怡        | 江飞鱼之妻，江小鱼之母                        |
| 金巧巧 | 郭若兰   | 刘小芸        | 风无缺之妻                                    |
| 岳跃利 | 无忌养父 | 陈宗岳        | 樵夫                                          |
| 戴春荣 | 无忌养母 | 崔帼夫        |                                               |
| 董志强 | 李虎     | 康殿宏        |                                               |
| 金书贵 | 七叔     | 康殿宏        | 鱼家管家                                      |
| 吴强   | 雷剑霹   | 曹冀鲁        |                                               |
| 王正佳 | 羽剑风   |               |                                               |
| 卢勇   | 宇文及   | 徐健春        |                                               |
| 蒋毅   | 周力     | 曹冀鲁        |                                               |
| 马景涛 | 霸刀     | 王希华        | (客串)                                        |
| 苏有朋 | 风无缺   | 郭如舜        | 郭若兰之丈夫，江飞鱼兄弟(客串)                |
| 萧蔷   | 燕飘香   | 刘小芸        | (客串)                                        |

## 外部連結
- 華視文化公司影片中心《絕世雙驕》簡介